# Astatyzm
Astatyzm – cecha wykazywana przez obiekty i układy z co najmniej jednym pierwiastkiem równania charakterystycznego o części rzeczywistej równej zero. W zależności od krotności tego pierwiastka można mówić o astatyzmie n-tego rzędu.

## Fizyczna reprezentacja
Obiekt astatyczny może być interpretowany jako posiadający co najmniej jedno całkowanie nie zamknięte sprzężeniem zwrotnym. Dobrym przykładem jest tutaj silnik, całkujący prędkość obrotową i kręcący się w nieskończoność.

## Znaczenie w automatyce
Ze względu na niedomknięte całkowanie obiekty astatyczne po domknięciu w pętle sprzężenia zwrotnego wykazują zdolność do likwidowania uchybu ustalonego. W zależności od rzędu astatyzmu są w stanie likwidować błąd ustalony nie tylko dla wymuszenia skokowego ale również dla innych wymuszeń (np. narastającego liniowo). Cecha ta jest wykorzystywana podczas projektowania serwomechanizmów.

## Przykłady obiektów astatycznych
- Regulatory PI oraz PID
- Silniki elektryczne
- Silniki spalinowe
- Siłowniki pneumatyczne i hydrauliczne